# Le Samyn des Dames 2015
La 4e édition du Samyn des Dames a eu lieu le 4 mars 2015, juste avant le Samyn 2015. La course fait partie du calendrier de l'Union cycliste internationale en catégorie 1.2. Elle a été remportée par la Néerlandaise Chantal Blaak (Boels-Dolmans) qui a parcouru les 112 kilomètres en 2 h 56 min 3 s, soit à une vitesse moyenne de 38,171 km/h. Elle est suivie dans le même temps par sa compatriote Anna van der Breggen (Rabobank Liv) et par la Suédoise Emma Johansson (Orica-AIS). Cent-six coureuses sur les cent-soixante-douze qui ont pris le départ terminent la course.

## Présentation

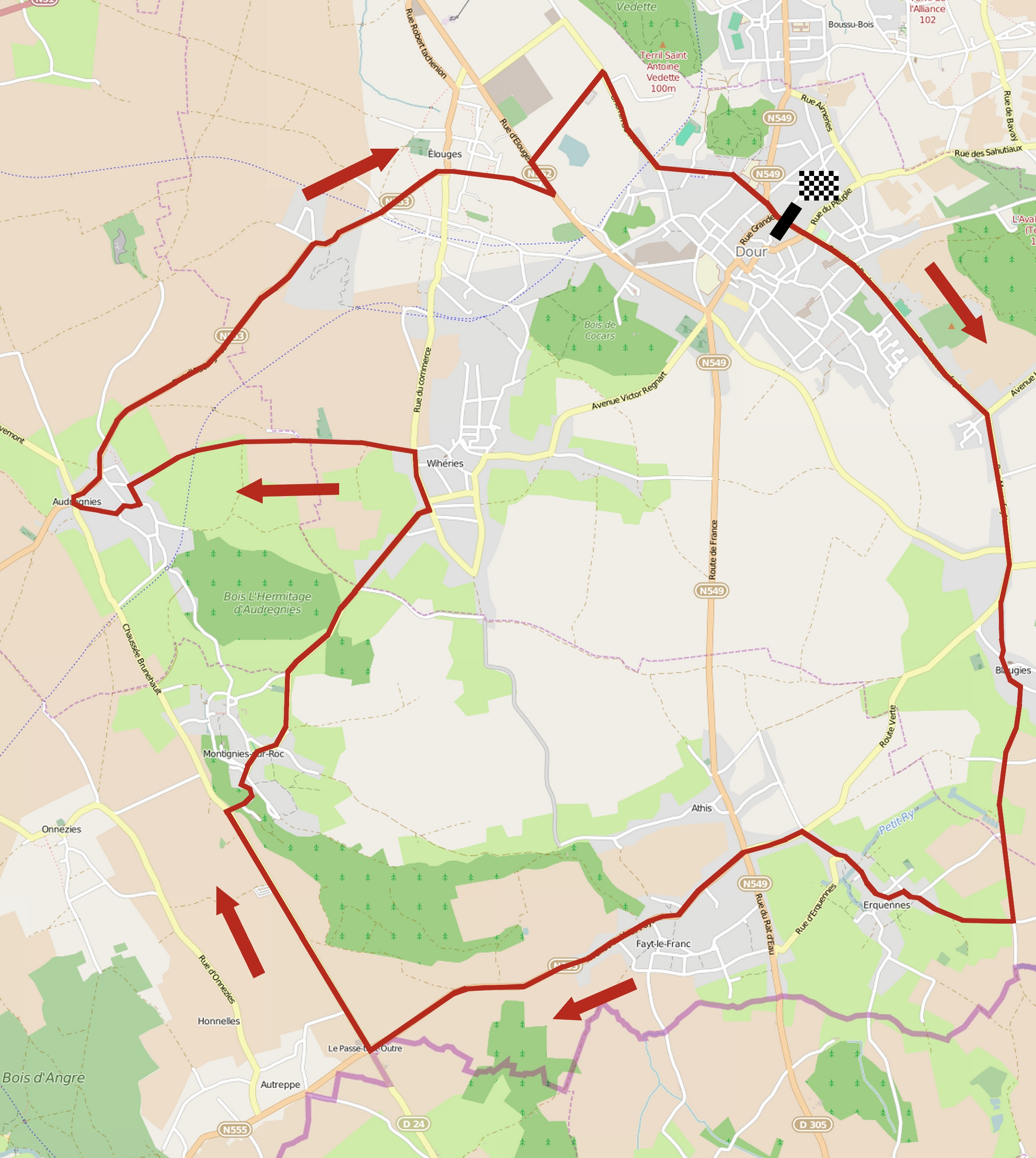
Le circuit local, long de 24.7 kilomètres.

### Parcours
Le parcours est assez identique à celui emprunté par les hommes, la différence se jouant dans le fait que le circuit est raccourci et passe au sud de Leuze-en-Hainaut et dans le nombre de tours du circuit final. Le départ est donné à Quaregnon et l'arrivée a lieu à Dour.

## Récit de la course
En raison de la grande vitesse dans le début de la course, le peloton éclate en plusieurs groupes. Le premier groupe obtient un avantage de vingt-cinq secondes, mais plus tard, cet avantage s'amoindrit. Deux prix de la montagne sont disputés dans les deux derniers tours de 24,7 kilomètres. Le premier est remporté par Anna van der Breggen devant Chloe Hosking et Ellen van Dijk. À noter que Van der Breggen et Van Dijk se sont échappées au sommet d'une côte dans le Circuit Het Nieuwsblad féminin quelques jours plus tôt et se sont disputé la victoire. Le sprint pour le prix de la montagne fait se briser le peloton en plusieurs groupes. Le deuxième prix est gagné par de Vuyst devant Cecchini et Johansson. Gracie Elvin essaie de s'échapper, mais est rapidement reprise.
À vingt kilomètres de l'arrivée, six coureuses : Johansson, Moolman, Van der Breggen, Hosking, Guarnier et Pieters se détachent du groupe de tête. Elles comptent un avantage maximal de 1 min 10 s au panneau des quinze kilomètres. Johansson passe le sommet du troisième prix des monts en premier, devant Guarnier et Moolman. Dans les quatre derniers kilomètres après la dernière section pavée, Ellen van Dijk prend la tête du peloton et parvient à combler l'écart avec le groupe de tête. Elle joue également le rôle de poisson-pilote pour sa coéquipière de Boels-Dolmans Chantal Blaak qui remporte le sprint final. Anna van der Breggen termine deuxième et Emma Johansson troisième.
- Le départ.
- L'arrivée.

## Classements

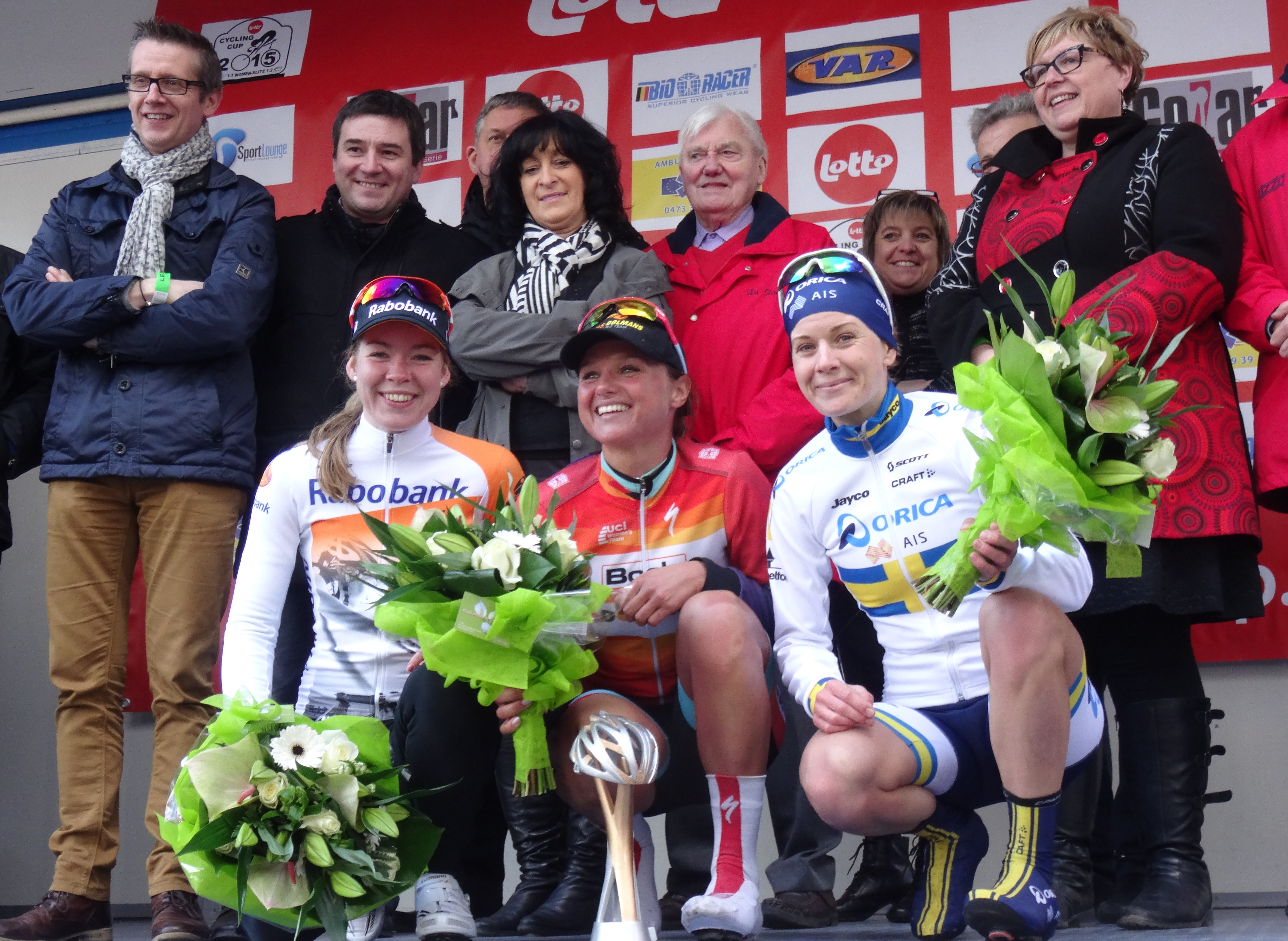
Anna van der Breggen (2e), Chantal Blaak (1re) et Emma Johansson (3e).

### Classement final
Le Samyn des Dames 2015 a été remporté par la Néerlandaise Chantal Blaak (Boels-Dolmans) qui a parcouru les 112 kilomètres en 2 h 56 min 3 s, soit à une vitesse moyenne de 38,171 km/h. Elle est suivie dans le même temps par sa compatriote Anna van der Breggen (Rabobank Liv) et par la Suédoise Emma Johansson (Orica-AIS). Cent-six coureuses terminent la course, cent-soixante-douze avaient pris le départ.
| Classement final, | Classement final,    | Classement final, | Classement final, | Classement final, |
|                   | Coureur              | Pays              | Équipe            | Temps             |
| ----------------- | -------------------- | ----------------- | ----------------- | ----------------- |
| 1er               | Chantal Blaak        | Pays-Bas          | Boels-Dolmans     | en 2 h 56 min 3 s |
| 2e                | Anna van der Breggen | Pays-Bas          | Rabobank Liv      | m.t               |
| 3e                | Emma Johansson       | Suède             | Orica-AIS         | m.t               |
| 4e                | Chloe Hosking        | Australie         | Wiggle Honda      | m.t               |
| 5e                | Jolien D'Hoore       | Belgique          | Wiggle Honda      | m.t               |
| 6e                | Ashleigh Moolman     | Afrique du Sud    | Bigla             | m.t               |
| 7e                | Amy Pieters          | Pays-Bas          | Liv-Plantur       | m.t               |
| 8e                | Roxane Knetemann     | Pays-Bas          | Rabobank Liv      | m.t               |
| 9e                | Megan Guarnier       | États-Unis        | Boels-Dolmans     | m.t               |
| 10e               | Elena Cecchini       | Italie            | Lotto-Soudal      | m.t               |
| modifier          |                      |                   |                   |                   |

### Classements annexes

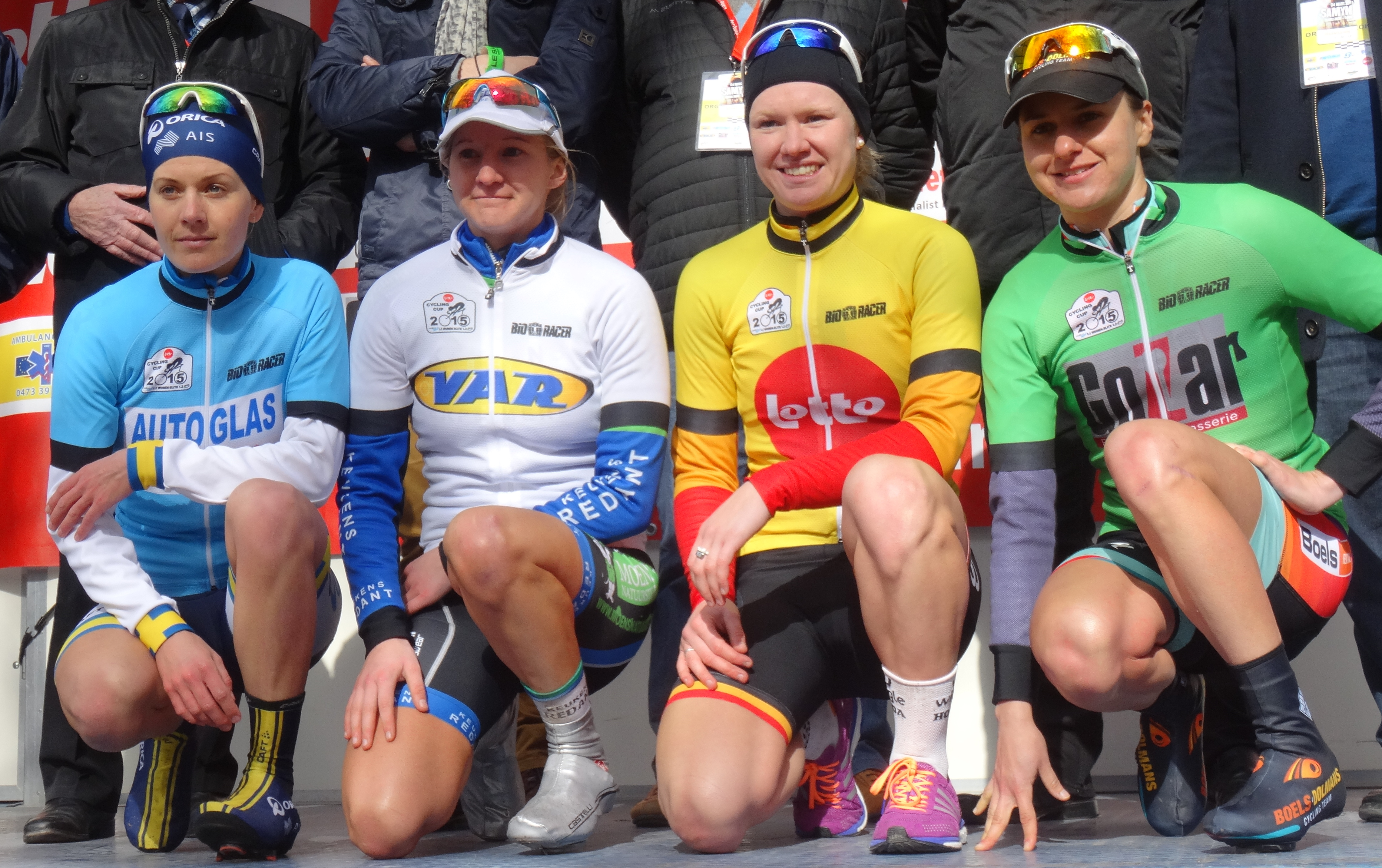
Les maillots distinctifs d'Emma Johansson, Valerie Demey, Jolien D'Hoore et Megan Guarnier.

Des classements annexes sont établis. Megan Guarnier remporte le classement des points chauds, qui consistait en deux sprints, Emma Johansson celui de la montagne (constitué de trois grands prix des monts), Rabo Liv Women le classement par équipes. Jolien D'Hoore est leader du classement par points de la Lotto Cup, classant uniquement des coureuses de nationalité belge, Rabo Liv Women du classement par équipes de la Lotto Cup et Valerie Demey du classement de la meilleure jeune de la Lotto Cup.